# Hrabstwo Northampton (Karolina Północna)
Hrabstwo Northampton (ang. Northampton County) – hrabstwo w stanie Karolina Północna w Stanach Zjednoczonych.

## Geografia
Według spisu z 2000 roku obszar całkowity hrabstwa obejmuje powierzchnię 551 mil2 (1427 km²), z czego 536 mil2 (1388 km²) stanowią lądy, a 14 mil2 (36 km²) stanowią wody. Według szacunków United States Census Bureau w roku 2012 miało 21 428 mieszkańców. Jego siedzibą administracyjną jest Jackson.

### Miasta
- Conway
- Garysburg
- Gaston
- Jackson
- Lasker
- Rich Square
- Seaboard
- Severn
- Woodland